# Сант’Андреа (Верона)
Сант’Андреа је насеље у Италији у округу Верона, региону Венето.
Према процени из 2011. у насељу је живело 555 становника. Насеље се налази на надморској висини од 520 м.